# Hooray! Hooray! It's a Holi-Holiday
Hooray! Hooray! It's a Holi-Holiday är en discolåt från 1979, skriven av Frank Farian och Fred Jay, framförd av den västtyska popgruppen Boney M.. Låten är baserad på den amerikanska folkvisan "Polly Wolly Doodle", känd sedan 1840-talet.
Trots att låten (olikt sju tidigare singlar som nått nr 1) inte hamnade högre än nr 4 på singellistan i Västtyskland, blev den en stor framgång i övriga Europa då den bland annat nådde tredje plats på Englands topplista.

### Webbkällor
- pioneergirl.com
- fantasticboneym.com
- discogs.com